# Narciarstwo alpejskie na Zimowych Igrzyskach Azjatyckich 2025
Narciarstwo alpejskie na Zimowych Igrzyskach Azjatyckich 2025 odbyło się w dniach 8–9 lutego 2025 roku w Yabuli Ski Resort w Górach Wschodniomandżurskich. Stu trzech zawodników obojga płci rywalizowało w dwóch konkurencjach indywidualnych.

## Podsumowanie

### Klasyfikacja medalowa
| Klasyfikacja medalowa | Klasyfikacja medalowa | Klasyfikacja medalowa | Klasyfikacja medalowa | Klasyfikacja medalowa | Klasyfikacja medalowa |
| Miejsce               | państwo               | Złoto                 | Srebro                | Brąz                  | Razem                 |
| --------------------- | --------------------- | --------------------- | --------------------- | --------------------- | --------------------- |
| 1                     | Japonia               | 2                     | 0                     | 2                     | 4                     |
| 2                     | Korea Południowa      | 0                     | 2                     | 0                     | 2                     |
| Razem                 | Razem                 | 2                     | 2                     | 2                     | 6                     |

### Medaliści
| Konkurencja     | 1. miejsce      | 1. miejsce | 2. miejsce     | 2. miejsce | 3. miejsce    | 3. miejsce |
| --------------- | --------------- | ---------- | -------------- | ---------- | ------------- | ---------- |
| Slalom mężczyzn | Takayuki Koyama | 1:28,12    | Jung Dong-hyun | 1:29,09    | Neo Kamada    | 1:29,25    |
| Slalom kobiet   | Chisaki Maeda   | 1:33,50    | Gim So-hui     | 1:34,06    | Eren Watanabe | 1:34,92    |